# Мірика звичайна

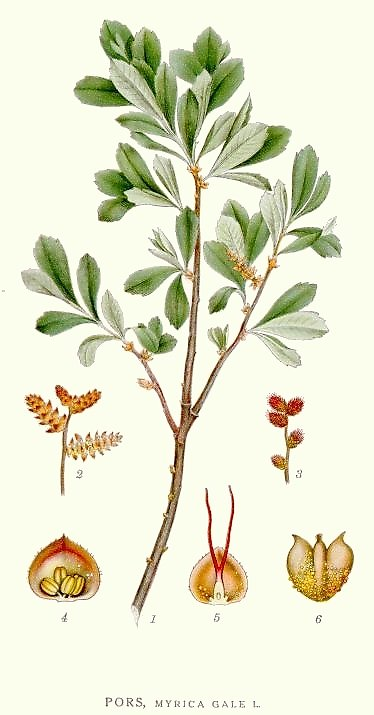
Ботанічна ілюстрація з книги К.А.М.Ліндмана Bilder ur Nordens Flora,1917—1926

Мірика звичайна, (Myrica gale L., народні назви: ягідний верес, болотна мирта) — прямостоячий дводомний гіллястий чагарник родини мірикові. Листки злегка зубчасті, з жовтими смолистими залозками. Квітки дрібні, одностатеві, тичиночні. Плід — кістянка. Висота 60-100 см.
Цвіте навесні до появи листків. Росте на болотах, болотистих лугах, у заболочених лісах.

## Хімічний склад
Вивчений недостатньо. Відомо, що рослина містить смолу, дубильні речовини, ефірну олію, фітонциди. Мірика звичайна має сильний пряний запах. Рослина слабо отруйна.

## Застосування
Листки мають сечогінні, «кровоочисні», антисептичні властивості.
Водний настій листків застосовують у невеликих дозах проти глистів, при безсонні, поносі, кашлі й різних шкірних висипках.
Здрібнені листки, змішані з розтопленим свинячим салом або вершковим маслом, вживають при корості і інших шкірних хворобах. Відваром листків миють голову при гнидах і вошах.
Внутрішнє застосування мірики звичайної вимагає обережності. Великі його дози викликають сп'яніння і головний біль.